# Goniothalamus magnificus
Goniothalamus magnificus là loài thực vật có hoa thuộc họ Na. Loài này được Elmer mô tả khoa học đầu tiên năm 1908.